# Parafia Ewangelicko-Metodystyczna w Inowrocławiu
Parafia Ewangelicko-Metodystyczna w Inowrocławiu – zbór metodystyczny działający w Inowrocławiu, należący do okręgu zachodniego Kościoła Ewangelicko-Metodystycznego w RP.
Nabożeństwa odbywają się w niedziele według ogłoszeń.